# Касимовский историко-культурный музей-заповедник
Касимовский историко-культурный музей-заповедник — музейный комплекс под открытым небом, включающий природные ландшафты, архитектурные и археологические объекты, а также объекты нематериального наследия исторического центра города Касимов Рязанской области.

## История
В апреле 1919 года по инициативе уездной комиссии было принято решение об организации в Касимове музея. В июле при Уездном отделе народного образования (УОНО) был создан музейный подотдел, который в 1921 году был преобразован в Касимовский краеведческий музей. У истоков создания музея стояли А. А. Мансуров, И. А. Китайцев, С. Х. Булатова, В. И. Кислов, А. А. Оленин и другие. Многие из них входили в местное отделение Общества исследователей Рязанского края.
Сотрудниками музея была проведена интенсивная просветительская и исследовательская работа. Именно в эти годы был заложен фундамент музейного собрания, и значительная заслуга в этом принадлежала первому директору музея Ивану Александровичу Китайцеву. Первоначально коллекции музея формировались на основе ценностей из усадебных имений князей Голицыных и Олениных, а также закрытых храмов и монастырей.
Но в 1928 году после ареста директора И. А. Китайцева музей лишился помещения, а музейные фонды были перевезены в склады УОНО.
В 1939 году музею было передано здание бывшей Ханской мечети, тогда же было принято решение о создании в музее двух отделов — естественного и исторического. В здании мечети, памятнике татарской архитектуры, краеведческий музей находился долгие годы. В настоящее время там находится фондохранилище музея-заповедника.

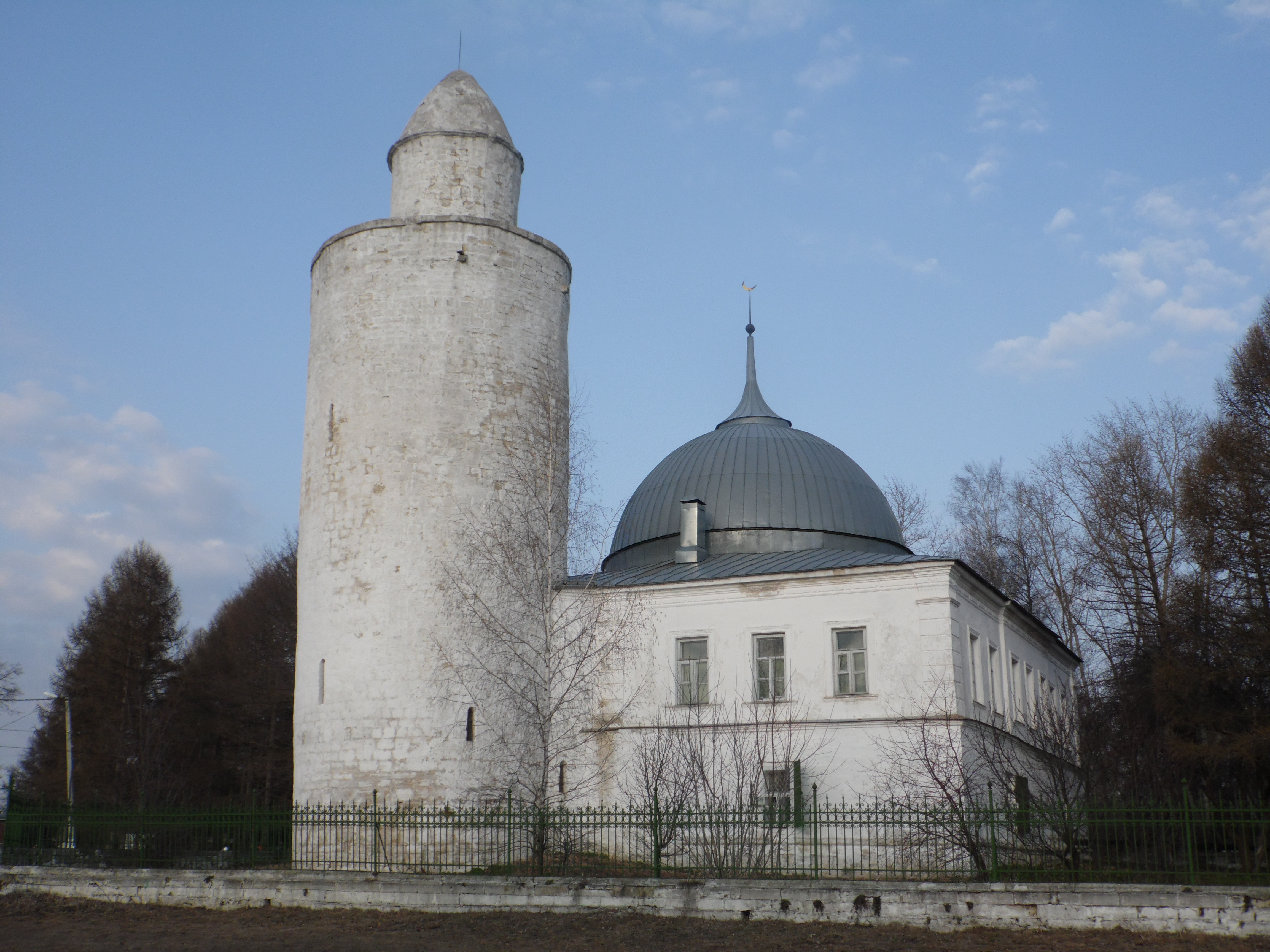
Ханская мечеть — тут раньше располагался Касимовский краеведческий музей

Существенные коррективы в жизнь музея внесла Великая Отечественная война. Перед руководством музея встала проблема эвакуации музейных экспонатов. Однако боевые действия, к счастью, не затронули Касимов и срочной эвакуации не потребовалось.
В 1998 году администрация города выделила музею ещё одно здание — особняк купцов Алянчиковых XIX века. В собрании музея постепенно преобладающее место заняли краеведческие материалы, и в 2002 году была построена стационарная экспозиция «История Касимовского края с древнейших времен».
19 ноября 2015 года Муниципальное бюджетное учреждение культуры «Касимовский краеведческий музей» было официально переименовано в «Касимовский историко-культурный музей заповедник». Перемены произошли неслучайно — музей вышел на новый уровень своего развития в качестве исторического, культурного, туристического центра региона.
Среди музеев Рязанской области не было ни одного музея-заповедника в малом историческом городе — с появлением Касимовского историко-культурного музея-заповедника ситуация изменилась. Касимов — город в своем роде уникальный: здесь значимые культурные объекты, наиболее интересные для туристов, находятся под открытым небом, архитектурный облик города отличает целостность и первозданная сохранность.

Компонентами созданного музея-заповедника стали архитектурные памятники ансамбля Соборной площади, территория Касимовского кремля, усадебные комплексы XIX века, гражданские и религиозные постройки.

## Коллекции
Сегодня фонд музея насчитывает более 42000 единиц хранения, который постоянно пополняется предметами музейного значения, характеризующими современную историю края.

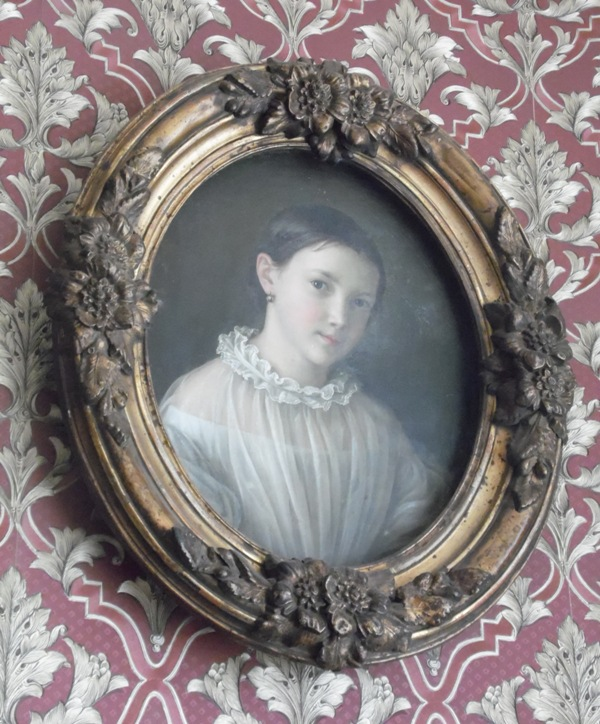
С. И. Грибков. «Душенька»

Касимовский историко-культурный музей-заповедник обладает коллекциями изобразительного искусства, образцами деревянной полихромной скульптуры XVII—XVIII веков, коллекцией художественного литья железоделательных заводов братьев Баташевых (XIX век). 

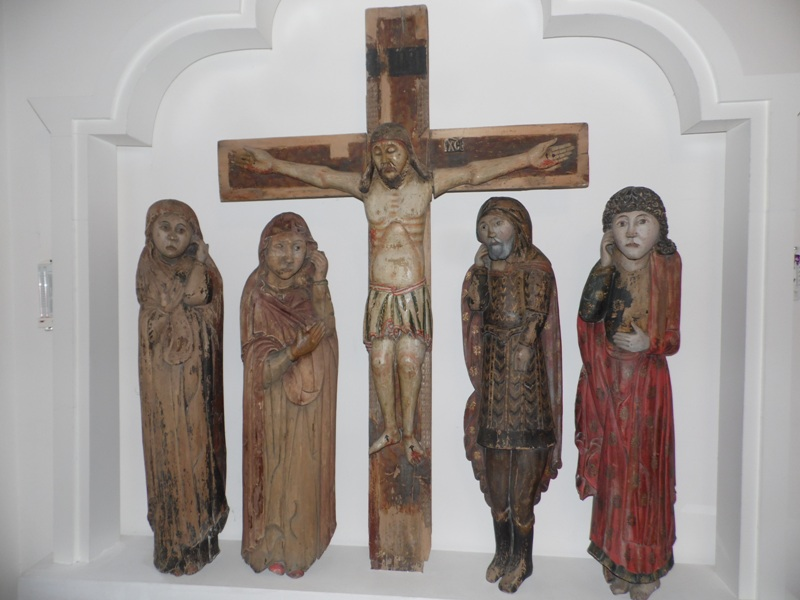
Композиция «Христос и Предстоящие» — образец деревянной полихромной скульптуры

Интересны местные промыслы — в экспозиции представлены касимовские поддужные колокольчики, а также глиняная вырковская игрушка.
Этнографический отдел татарской культуры и русского крестьянства демонстрирует традиционный крестьянский костюм Касимовского уезда, а также наряды, головные уборы и украшения касимовских татар.
Особое место в фондах музея занимают мемориальные предметы из дворянских семей Голицыных и Олениных: мебель, предметы изобразительного искусства и богатый фонд письменных источников (рукописи, нотные тетради, научная библиотека).

## Экспозиции
Экспозиция «История Касимовского края с древнейших времён» включает следующие залы:
- Природа Касимовского края;
- История края с XII по XVII вв.: Городец Мещерский, Касимовское царство;
- Касимов — уездный город, конец XVIII — начало XX вв.;
- Касимовский уезд;
- Дворянские усадьбы;
- Касимовский край в период 1917—1940 гг.;
- Касимовский край в годы Великой Отечественной войны;
- Знатные земляки;
- Касимовский район в конце XX века.

В здании Ханской мечети с 2017-го по 2019 год работала выставка, посвященная этнографии касимовских татар — «Ханкерман. История с продолжением…».